# Saison 2018-2019 du Paris Saint-Germain (féminines)
Maillots
Chronologie
Saison précédente Saison suivante
La saison 2018-2019 du Paris Saint-Germain est la quarante-huitième saison de son histoire et la trente-deuxième en première division.
L'équipe est désormais entraînée par Olivier Echouafni pour deux saisons, accompagné toujours de Bernard Mendy en tant qu'adjoint. Elle joue la plupart de ses matchs à domicile au Stade Jean-Bouin pour la première fois.
La section féminine du Paris Saint-Germain évolue également au cours de la saison en Coupe de France durant laquelle elle remet son titre de la saison précédente en jeu, le PSG échoue toutefois à le garder en perdant face à l'OL en quarts de finale, et en Ligue des champions qu'elle retrouve après une année sans. Le PSG est éliminé de cette compétition par Chelsea en quarts de finale et termine une nouvelle fois à la deuxième place du championnat derrière l'Olympique lyonnais.

## Préparation d'avant-saison
La reprise de l'entraînement est fixée au 16 juillet 2018 avec le nouvel entraîneur Olivier Echouafni. Comme l’équipe masculine avant elles, les Parisiennes partent pour la première fois en stage de préparation aux États-Unis du 21 au 29 juillet d'abord à Portland pour notamment y affronter Manchester City puis à Miami où elles disputent la première édition féminine du tournoi amical International Champions Cup les 27 et 29 juillet. Elles vont ensuite à Colomiers près de Toulouse les 10 et 12 août pour y disputer la seconde édition du Tournoi International Ladies Cup au Stade Michel-Bendichou puis à Lons près de Pau dans les Pyrénées-Atlantiques pour un stage du 13 au 16 août avant enfin de disputer la première édition de la Gipuzkoa Elite Women Football Cup du 17 au 19 août à Saint-Sébastien en Espagne. Durant la trêve international de septembre 2018, le PSG affronte la sélection mexicaine en match amical.

## Transferts

### Transferts estivaux
| Nom               | Nationalité | Poste      | Transfert                     | Provenance/Destination  | Division                     |
| ----------------- | ----------- | ---------- | ----------------------------- | ----------------------- | ---------------------------- |
| Arrivées          |             |            |                               |                         |                              |
| Wang Shuang       | Chine       | Milieu     | Contrat de 2 ans              | Wuhan Ladies            | Chinese Women's Super League |
| Daiane            | Brésil      | Défenseur  | Contrat de 3 ans              | Avaldsnes IL            | Toppserien                   |
| Signe Bruun       | Danemark    | Attaquante | Contrat de 3 ans              | Fortuna Hjørring        | Elitedivisionen              |
| Annahita Zamanian | France      | Milieu     | Contrat de 2 ans              | Kopparbergs/Göteborg FC | Damallsvenskan               |
| Hanna Glas        | Suède       | Défenseur  | Contrat de 2 ans              | Eskilstuna United DFF   | Damallsvenskan               |
| Perle Morroni     | France      | Défenseur  | Retour de prêt                | FC Barcelone            | Primera División Femenina    |
| Anissa Lahmari    | France      | Milieu     | Retour de prêt                | Paris FC                | Division 1                   |
| Sana Daoudi       | France      | Milieu     | Retour de prêt                | Atlético Madrid         | Primera División Femenina    |
| Kenza Allaoui     | France      | Milieu     | Premier contrat professionnel | PSG -19 ans             | PSG -19 ans                  |
| Départs           |             |            |                               |                         |                              |
| Jennifer Hermoso  | Espagne     | Attaquante | Résiliation de contrat        | Atlético Madrid         | Primera División Femenina    |
| Léa Kergal        | France      | Défenseur  | Résiliation de contrat        | Le Havre AC             | Division 2                   |
| Lina Boussaha     | France      | Milieu     | Prêt                          | Lille OSC               | Division 1                   |
| Laure Boulleau    | France      | Défenseur  | Fin de contrat                | Retraite                | Retraite                     |
| Sana Daoudi       | France      | Milieu     | Fin de contrat                | EA Guingamp             | Division 1                   |
| Marie-Laure Delie | France      | Attaquante | Fin de contrat                | FC Metz-Algrange        | Division 1                   |
| Érika             | Brésil      | Défenseur  | Fin de contrat                | Corinthians             | Serie A1                     |

### Transferts hivernaux
| Nom                 | Nationalité | Poste      | Transfert                  | Provenance/Destination                          | Division                                                   |
| ------------------- | ----------- | ---------- | -------------------------- | ----------------------------------------------- | ---------------------------------------------------------- |
| Arrivée             |             |            |                            |                                                 |                                                            |
| Nadia Nadim         | Danemark    | Attaquante | Contrat de 6 mois          | Manchester City                                 | FA Women's Super League                                    |
| Alana Cook          | États-Unis  | Défenseur  | Contrat de 3 ans et 6 mois | Cardinal de Stanford (en) (Université Stanford) | Pacific-12 Conference Division I NCAA de football (soccer) |
| Départs             |             |            |                            |                                                 |                                                            |
| Davinia Vanmechelen | Belgique    | Attaquante | Prêt                       | PSV Vrouwen                                     | Eredivisie Vrouwen                                         |
| Anissa Lahmari      | France      | Milieu     | Prêt                       | ASJ Soyaux                                      | Division 1                                                 |
| Melike Pekel        | Turquie     | Attaquante | Prêt                       | Girondins de Bordeaux                           | Division 1                                                 |

## Compétitions
| Championnat de France | Ligue des champions                  | Coupe de France                                               |
| --------------------- | ------------------------------------ | ------------------------------------------------------------- |
| Deuxième 57 points    | Quarts de finale face au Chelsea FCW | Quarts de finale (2-0, 2-1) face à l'Olympique lyonnais (1-0) |
| 18V 3N 1D             | 5V 0N 1D                             | 2V 0N 1D                                                      |
| TOTAL: 25V 3N 3D      |                                      |                                                               |

### Championnat
La Division 1 2018-2019 est la quarante-cinquième édition du championnat de France de football féminin et la dix-septième sous l'appellation « Division 1 ». La division oppose douze clubs en une série de vingt-deux rencontres. Les deux meilleurs de ce championnat se qualifient pour la Ligue des champions. Le Paris Saint-Germain participe à cette compétition pour la trente-deuxième fois de son histoire et la dix-septième fois de suite depuis la saison 2001-2002.

#### Phase aller - Journées 1 à 11
La phase aller du championnat se passe assez bien pour le PSG malgré quelques matchs gagnés difficilement à l'image de sa victoire 1 à 0 contre le FC Fleury 91 sur pénalty. Les Parisiennes concèdent toutefois un nul face au LOSC mais parviennent à rester au contact de l'Olympique lyonnais en obtenant un nul face à cette équipe au Stade Jean-Bouin avec plus de 8 000 supporters parisiens, un record pour le PSG à domicile en championnat. Les joueuses du PSG se mettent ainsi de bonnes conditions en vue de la phase retour et la quête du titre.
Extrait du classement de Division 1 2018-2019 à la fin de la phase aller
| Rang | Équipe                 | Pts | J  | G  | N | P | Bp | Bc | Diff |
| ---- | ---------------------- | --- | -- | -- | - | - | -- | -- | ---- |
| 1    | Olympique lyonnais     | 31  | 11 | 10 | 1 | 0 | 42 | 3  | +39  |
| 2    | Paris Saint-Germain FC | 29  | 11 | 9  | 2 | 0 | 27 | 5  | +22  |
| 3    | Paris FC               | 18  | 11 | 5  | 3 | 3 | 22 | 15 | +7   |
| 4    | Montpellier HSC        | 17  | 11 | 5  | 2 | 4 | 27 | 10 | +17  |

#### Phase retour - Journées 12 à 22
Pendant la phase retour du championnat, le PSG monte en puissance et enchaîne les victoires par au moins 2 buts d'écarts en vue d'un match décisif face à l'Olympique lyonnais pour le titre en avril. Les joueuses vont même jusqu'à égaler aux points l'OL juste avant leur rencontre décisive bénéficiant d'un match nul concédé par les Lyonnaises. Malheureusement, les Parisiennes s'inclinent lourdement face à l'OL 5 à 0 au Groupama Stadium devant près de 26 000 spectateurs, un record pour le championnat de France. Elles laissent ainsi filer l'OL vers une treizième titre consécutif.

#### Classement
| Rang | Équipe                           | Pts | J  | G  | N | P | Bp | Bc | Diff | Qualification ou relégation                                  |
| ---- | -------------------------------- | --- | -- | -- | - | - | -- | -- | ---- | ------------------------------------------------------------ |
| 1    | Olympique lyonnais T C C1 (C, Q) | 62  | 22 | 20 | 2 | 0 | 89 | 6  | +83  | Qualification pour la phase finale de la Ligue des champions |
| 2    | Paris Saint-Germain (Q)          | 57  | 22 | 18 | 3 | 1 | 62 | 16 | +46  | Qualification pour la phase finale de la Ligue des champions |
| 3    | Montpellier Hérault SC           | 39  | 22 | 12 | 3 | 7 | 51 | 27 | +24  |                                                              |
| 4    | Girondins de Bordeaux            | 34  | 22 | 10 | 4 | 8 | 26 | 34 | −8   |                                                              |
| 5    | Paris FC                         | 32  | 22 | 9  | 5 | 8 | 34 | 28 | +6   |                                                              |

#### Évolution du classement et des résultats
| Journée  | 1 | 2 | 3 | 4 | 5 | 6 | 7 | 8 | 9 | 10 | 11 | 12 | 13 | 14 | 15 | 16 | 17 | 18 | 19 | 20 | 21 | 22 | Journées en tête |
| -------- | - | - | - | - | - | - | - | - | - | -- | -- | -- | -- | -- | -- | -- | -- | -- | -- | -- | -- | -- | ---------------- |
| Rang     | 5 | 2 | 2 | 2 | 2 | 2 | 2 | 2 | 2 | 2  | 2  | 2  | 2  | 2  | 2  | 2  | 2  | 2  | 2  | 2  | 2  | 2  | 0                |
| Résultat | G | G | G | G | N | G | G | G | G | N  | G  | G  | G  | G  | G  | G  | G  | G  | G  | D  | G  | N  | —                |

### Coupe de France
La Coupe de France 2018-2019 est la 18e édition de la Coupe de France féminine de football, une compétition à élimination directe mettant aux prises tous les clubs de football amateurs et professionnels à travers la France métropolitaine et les DOM-TOM. Elle est organisée par la FFF et ses ligues régionales. Le PSG jouant en Division 1, il démarre aux seizièmes de finale, et remet également en jeu cette saison son premier titre de l'ère Qatari.
Après avoir écrasé le CPB Bréquigny 8-0, le PSG s'impose difficilement au Havre 1 à 0 mais se qualifie ainsi pour les quarts de finale. Les Parisiennes tombent sur l'Olympique lyonnais, leurs rivales, et jouera en plus à l'extérieur au Groupama Stadium. Dans une rencontre qui s'annonçait difficile, le PSG s'incline sur le plus petit score et échoue ainsi à conserver son titre.

### Ligue des champions
La Ligue des champions 2018-2019 est la 18e édition de la Ligue des champions féminine de l'UEFA, la compétition inter-clubs européenne de football féminin. Elle est divisée en deux phases, une phase de qualification pour certaines équipes, et une phase finale avec les principales équipes et celles qualifiées précédemment. Le PSG étant vice-champion de France 2017-2018, pays alors à la deuxième place du coefficient UEFA, le club démarre aux seizièmes de finale.
Le PSG obtient de solides résultats lors des deux premiers tours en allant s'imposer à la fois à l'extérieur puis à domicile face au SKN St. Pölten lors des seizièmes de finale puis face au Linköpings FC lors des huitièmes malgré quelques frayeurs. Au tour suivant, les Parisiennes tombent sur Chelsea, demi-finaliste de la précédente édition. Lors du match aller dans la banlieue de Londres, les joueuses du PSG s'inclinent 2 à 0 en fin de match et sont ainsi condamnées à l'exploit lors du retour au Stade Jean-Bouin à Paris. Elles réalisent alors un grand match en rattrapant d'abord les deux buts mais se font éliminer cruellement avec un but de Chelsea lors du temps additionnel.

#### Coefficient UEFA
De par ses résultats dans cette Ligue des champions, le Paris SG acquiert des points pour son coefficient UEFA, utilisé lors des tirages au sort des compétitions de l'UEFA. Lors de cette comptabilisation, les points de la saison 2013-2014 ne sont plus pris en compte. Le club parisien se maintient ainsi à la troisième place, derrière des clubs ayant déjà remporter la Ligue des champions comme l'Olympique lyonnais et le VfL Wolfsbourg, parmi les meilleures équipes européennes malgré sa non-participation à la compétition la saison précédente.
| Rang 2019 | Rang 2018 | Évolution | Club                | 2014-2015 | 2015-2016 | 2016-2017 | 2017-2018 | 2018-2019 | Total club | 33 % CN | Coefficient |
| --------- | --------- | --------- | ------------------- | --------- | --------- | --------- | --------- | --------- | ---------- | ------- | ----------- |
| 1         | 2         | +1        | Olympique lyonnais  | 9,000     | 23,000    | 20,000    | 24,000    | 24,000    | 100,000    | 29,865  | 129,865     |
| 2         | 1         | -1        | VfL Wolfsbourg      | 18,000    | 21,000    | 14,000    | 21,000    | 13,000    | 87,000     | 25,575  | 112,575     |
| 3         | 3         | =         | Paris Saint-Germain | 20,000    | 15,000    | 20,000    | -         | 15,000    | 70,000     | 29,865  | 99,865      |
| 4         | 4         | =         | FC Barcelone        | 9,000     | 13,000    | 18,000    | 13,000    | 21,000    | 74,000     | 17,160  | 91,160      |
| 5         | 5         | =         | FC Rosengård        | 15,000    | 15,000    | 12,000    | 8,000     | 9,000     | 59,000     | 17,655  | 76,655      |

### Matchs officiels de la saison
Le tableau ci-dessous retrace dans l'ordre chronologique les 31 rencontres officielles jouées par le Paris Saint-Germain durant la saison. Le club parisien a participé aux 22 journées du championnat ainsi qu'à trois tours de coupe de France et six matchs sur le plan européen, via la Ligue des champions. Les buteurs sont accompagnés d'une indication entre parenthèses sur la minute de jeu où est marqué le but et, pour certaines réalisations, sur sa nature (penalty ou contre son camp).
Le bilan général de la saison est de 25 victoires, 3 matchs nuls et 3 défaites. Le score le plus fréquent est la victoire 2-0 à six reprises.

## Joueurs et encadrement technique

### Encadrement technique

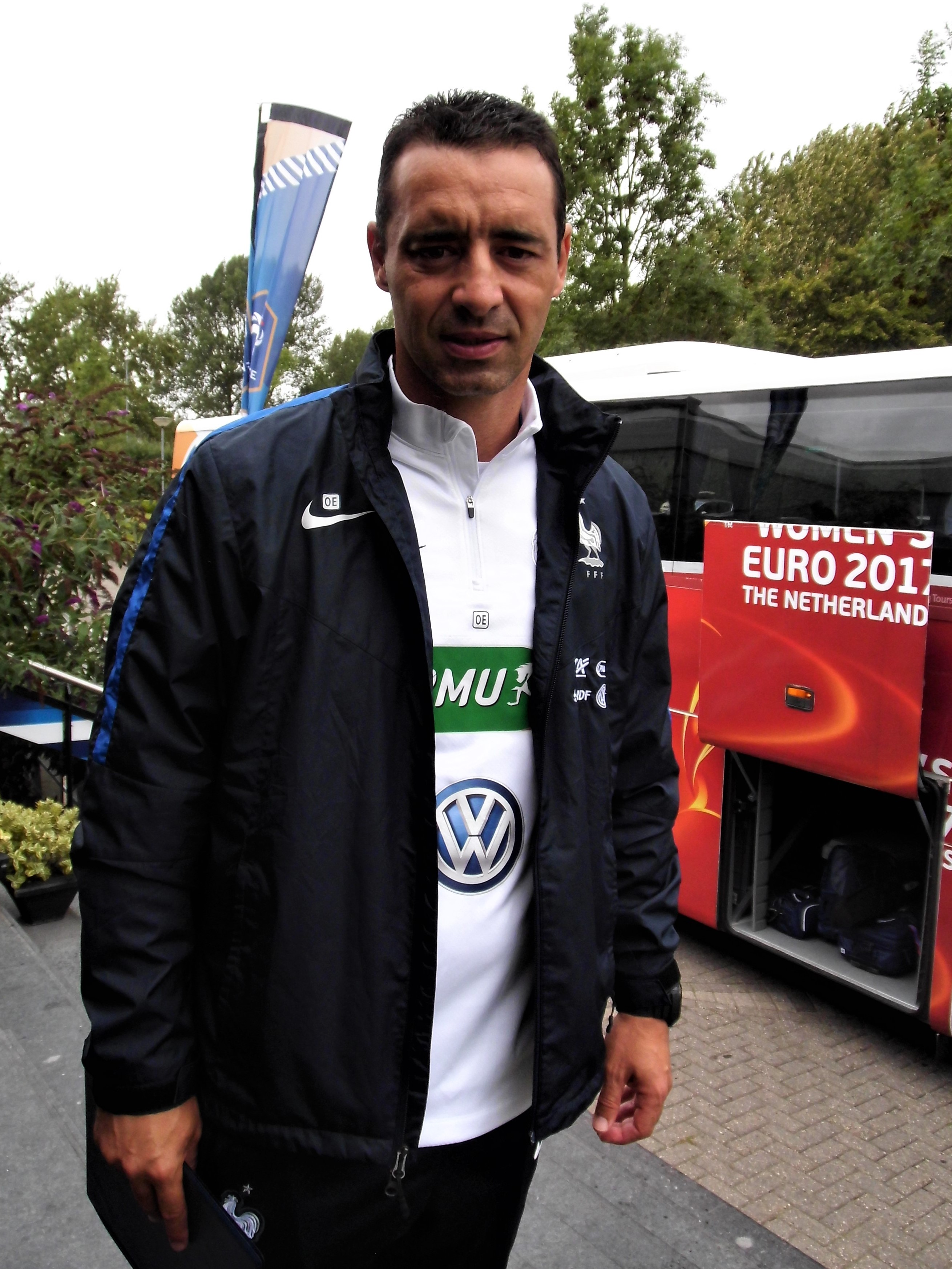
Olivier Echouafni durant l'Euro 2017 en tant que sélectionneur de l'équipe de France féminine.

L'équipe parisienne est entraînée par le Français Olivier Echouafni. Âgé de 45 ans, il a passé sa carrière dans plusieurs grands clubs de Ligue 1 de 1993 à 2010, comme l'Olympique de Marseille, le RC Strasbourg en passant par le Stade rennais puis l'OGC Nice. Évoluant au poste de milieu de terrain, il devient ensuite entraîneur en National du Amiens SC en 2013 puis du FC Sochaux en Ligue 2 en 2014. Il découvre le football féminin en 2016 en devenant sélectionneur de l'équipe de France féminine. Mais après un Euro 2017 décevant, il est dénis de ses fonctions en août 2017. Il est nommé en juin 2018 comme le successeur de Patrice Lair à la tête de l'équipe parisienne pour deux ans. Il est assisté de Bernard Mendy, ancien défenseur du PSG, comme entraineur adjoint.

### Effectif professionnel
Le tableau suivant liste l'effectif professionnel du PSG pour la saison 2018-2019.

### Joueurs prêtés
| N° | Nat. | Nom                 | Club en prêt          | Compétition        | Championnat | Championnat | Championnat | Championnat  | Coupe d'Europe | Coupe d'Europe | Coupe d'Europe | Coupe d'Europe | Coupes nationales | Coupes nationales | Coupes nationales | Coupes nationales | Total | Total       | Total  | Total        |
| N° | Nat. | Nom                 | Club en prêt          | Compétition        | M.j.        | But inscrit | Averti      | Carton rouge | M.j.           | But inscrit    | Averti         | Carton rouge   | M.j.              | But inscrit       | Averti            | Carton rouge      | M.j.  | But inscrit | Averti | Carton rouge |
| -- | ---- | ------------------- | --------------------- | ------------------ | ----------- | ----------- | ----------- | ------------ | -------------- | -------------- | -------------- | -------------- | ----------------- | ----------------- | ----------------- | ----------------- | ----- | ----------- | ------ | ------------ |
| -  |      | Lina Boussaha       | Lille OSC             | Division 1         | 19          | 2           | 0           | 0            | -              | -              | -              | -              | 4                 | 2                 | 0                 | 0                 | 21    | 4           | 0      | 0            |
| -  |      | Davinia Vanmechelen | PSV Vrouwen           | Eredivisie Vrouwen | 7           | 0           | 0           | 0            | -              | -              | -              | -              | 0                 | 0                 | 0                 | 0                 | 7     | 0           | 0      | 0            |
| -  |      | Anissa Lahmari      | ASJ Soyaux            | Division 1         | 5           | 0           | 0           | 0            | -              | -              | -              | -              | 1                 | 0                 | 0                 | 0                 | 5     | 0           | 0      | 0            |
| -  |      | Melike Pekel        | Girondins de Bordeaux | Division 1         | 5           | 1           | 0           | 0            | -              | -              | -              | -              | 0                 | 0                 | 0                 | 0                 | 5     | 1           | 0      | 0            |

## Statistiques

### Statistiques collectives
| Compétition         | Débute au tour | Termine       | Matches joués | Gagnés | Nuls | Perdus | Buts pour | Buts contre | Différence |
| ------------------- | -------------- | ------------- | ------------- | ------ | ---- | ------ | --------- | ----------- | ---------- |
| Division 1          | -              | -             | 22            | 18     | 3    | 1      | 62        | 16          | +46        |
| Ligue des champions | 1/16 de finale | 1/4 de finale | 6             | 5      | 0    | 1      | 13        | 6           | +7         |
| Coupe de France     | 1/16 de finale | 1/4 de finale | 3             | 2      | 0    | 1      | 9         | 1           | +8         |
| Total               | -              | -             | 31            | 25     | 3    | 3      | 84        | 23          | +61        |

### Statistiques individuelles
(Mis à jour le 5 mai 2019)
| Numéro | Nat. | Nom                     | Championnat | Championnat | Championnat | Championnat  | Ligue des champions | Ligue des champions | Ligue des champions | Ligue des champions | Coupe de France | Coupe de France | Coupe de France | Coupe de France | Total | Total       | Total  | Total        |
| Numéro | Nat. | Nom                     | M.j.        | But inscrit | Averti      | Carton rouge | M.j.                | But inscrit         | Averti              | Carton rouge        | M.j.            | But inscrit     | Averti          | Carton rouge    | M.j.  | But inscrit | Averti | Carton rouge |
| ------ | ---- | ----------------------- | ----------- | ----------- | ----------- | ------------ | ------------------- | ------------------- | ------------------- | ------------------- | --------------- | --------------- | --------------- | --------------- | ----- | ----------- | ------ | ------------ |
| 1      |      | Katarzyna Kiedrzynek    | 16          | 0           | 0           | 0            | 0                   | 0                   | 0                   | 0                   | 0               | 0               | 0               | 0               | 16    | 0           | 0      | 0            |
| 2      |      | Hanna Glas              | 14          | 1           | 0           | 0            | 3                   | 0                   | 0                   | 0                   | 2               | 0               | 0               | 0               | 19    | 1           | 0      | 0            |
| 3      |      | Daiane                  | 9           | 0           | 1           | 0            | 3                   | 0                   | 1                   | 0                   | 0               | 0               | 0               | 0               | 12    | 0           | 2      | 0            |
| 4      |      | Paulina Dudek           | 16          | 1           | 0           | 0            | 3                   | 1                   | 0                   | 0                   | 2               | 1               | 0               | 0               | 21    | 3           | 0      | 0            |
| 5      |      | Alana Cook              | 3           | 0           | 0           | 0            | 1                   | 0                   | 0                   | 0                   | 0               | 0               | 0               | 0               | 4     | 0           | 0      | 0            |
| 6      |      | Andrine Hegerberg       | 4           | 0           | 0           | 0            | 4                   | 0                   | 0                   | 0                   | 0               | 0               | 0               | 0               | 8     | 0           | 0      | 0            |
| 7      |      | Aminata Diallo          | 18          | 0           | 2           | 0            | 3                   | 0                   | 0                   | 0                   | 3               | 0               | 0               | 0               | 24    | 0           | 2      | 0            |
| 8      |      | Grace Geyoro            | 21          | 3           | 1           | 0            | 5                   | 0                   | 1                   | 0                   | 3               | 1               | 0               | 0               | 29    | 4           | 2      | 0            |
| 9      |      | Marie-Antoinette Katoto | 20          | 22          | 0           | 0            | 6                   | 5                   | 0                   | 0                   | 3               | 3               | 0               | 0               | 29    | 30          | 0      | 0            |
| 10     |      | Nadia Nadim             | 8           | 3           | 0           | 0            | 0                   | 0                   | 0                   | 0                   | 2               | 0               | 0               | 0               | 10    | 3           | 0      | 0            |
| 11     |      | Kadidiatou Diani        | 22          | 13          | 4           | 0            | 5                   | 2                   | 0                   | 0                   | 3               | 1               | 0               | 0               | 30    | 16          | 4      | 0            |
| 12     |      | Ashley Lawrence         | 14          | 2           | 3           | 0            | 4                   | 0                   | 0                   | 0                   | 2               | 0               | 1               | 0               | 20    | 2           | 4      | 0            |
| 14     |      | Irene Paredes           | 12          | 2           | 0           | 0            | 4                   | 0                   | 1                   | 0                   | 3               | 0               | 0               | 0               | 19    | 2           | 1      | 0            |
| 15     |      | Emma Berglund           | 7           | 0           | 1           | 0            | 2                   | 0                   | 0                   | 0                   | 1               | 0               | 0               | 0               | 10    | 0           | 1      | 0            |
| 16     |      | Christiane Endler       | 7           | 0           | 0           | 1            | 6                   | 0                   | 0                   | 0                   | 3               | 0               | 0               | 0               | 16    | 0           | 0      | 1            |
| 17     |      | Ève Périsset            | 15          | 2           | 0           | 0            | 5                   | 0                   | 0                   | 0                   | 2               | 0               | 0               | 0               | 22    | 2           | 0      | 0            |
| 19     |      | Annahita Zamanian       | 7           | 0           | 1           | 0            | 3                   | 0                   | 0                   | 0                   | 2               | 1               | 0               | 0               | 12    | 1           | 1      | 0            |
| 20     |      | Perle Morroni           | 18          | 0           | 2           | 0            | 3                   | 0                   | 0                   | 0                   | 2               | 0               | 2               | 0               | 23    | 0           | 4      | 0            |
| 21     |      | Sandy Baltimore         | 12          | 1           | 1           | 0            | 2                   | 0                   | 0                   | 0                   | 2               | 2               | 0               | 0               | 16    | 3           | 1      | 0            |
| 22     |      | Signe Bruun             | 13          | 3           | 0           | 0            | 3                   | 1                   | 0                   | 0                   | 1               | 0               | 0               | 0               | 17    | 4           | 0      | 0            |
| 24     |      | Formiga                 | 14          | 0           | 1           | 0            | 5                   | 0                   | 0                   | 0                   | 2               | 0               | 0               | 0               | 21    | 0           | 1      | 0            |
| 25     |      | Davinia Vanmechelen     | 1           | 0           | 0           | 0            | 1                   | 0                   | 0                   | 0                   | 0               | 0               | 0               | 0               | 2     | 0           | 0      | 0            |
| 27     |      | Melike Pekel            | 6           | 0           | 0           | 0            | 4                   | 1                   | 0                   | 0                   | 1               | 0               | 0               | 0               | 11    | 1           | 0      | 0            |
| 28     |      | Wang Shuang             | 18          | 7           | 2           | 0            | 5                   | 1                   | 0                   | 0                   | 2               | 0               | 1               | 0               | 25    | 8           | 3      | 0            |
| 29     |      | Anissa Lahmari          | 6           | 1           | 0           | 0            | 2                   | 0                   | 0                   | 0                   | 0               | 0               | 0               | 0               | 8     | 1           | 0      | 0            |

#### Récompenses et distinctions
À la remise des Trophées FFF de la D1 féminine, Marie-Antoinette Katoto est élue meilleur espoir de la saison et Christiane Endler meilleure gardienne. Dans le cadre des trophées UNFP, Kadidiatou Diani est nommée pour le titre de meilleure joueuse tandis que Sandy Baltimore et Marie-Antoinette Katoto sont nommées dans la catégorie meilleur espoir féminin.

## Affluence et télévision

### Affluence
19 043 personnes ayant assisté aux 11 rencontres de championnat du Paris Saint-Germain au Stade Jean-Bouin ou Stade Georges-Lefèvre, l'affluence moyenne du club à domicile est de 1 731 spectateurs.
En ajoutant les rencontres de Coupe de France et Ligue des champions, on obtient une moyenne pour la saison de 2 283 supporters.
Affluence du Paris SG à domicile

### Retransmission télévisée
La Fédération française de football a renouvelé l'appel d'offre des droits TV du championnat de France en imposant aux diffuseurs d'être en mesure de diffuser toutes les rencontres. C'est finalement le groupe Canal + qui a été retenu pour la somme de 6 millions d'euros pour cinq ans.
Le championnat gagne ainsi en visibilité, puisque deux matchs émergeront lors de chaque journée, un match le samedi à 14 h 30 en multiplex sur Foot+ et les canaux Multisports avec les autres rencontres et un second en match le dimanche à 15 heures sur Canal+ Sport. À la mi-temps de l'affiche de Ligue 1, diffusée par Canal+ à 17 heures le samedi, la chaîne cryptée consacrera aussi un résumé de 12 minutes au foot féminin. L'affiche de D1 PSG-OL est diffusée exceptionnellement pour la première fois un dimanche à 21h sur Canal+ à la place de l'affiche de Ligue 1 (trêve internationale), elle réalise une audience encourageante avec 462 000 téléspectateurs en moyenne.
Pour la Coupe de France, c'est Eurosport qui a acquis les droits de la compétition, mais seuls certains matchs sont diffusés. Dans le cadre enfin de la Ligue des champions, chaque club choisissant un diffuseur pour ses matchs, le PSG a choisi BeIn Sports pour diffuser ses rencontres.

## Autres équipes
Le PSG possède une équipe des moins de 19 ans qui participe au Challenge National Féminin U19. Les « Titis Girls » sont dirigées par Jorge Quiroz depuis cette saison.
| Rang | Équipe         | Pts | J  | G | N | P | Bp | Bc | Diff |  | Résultats (▼ dom., ► ext.) | PSG | VGA | FCM | LOSC | SDR | AFCF |
| ---- | -------------- | --- | -- | - | - | - | -- | -- | ---- |  | -------------------------- | --- | --- | --- | ---- | --- | ---- |
| 1    | Paris SG       | 28  | 10 | 9 | 1 | 0 | 47 | 9  | +38  |  | Paris SG                   |     | 3-3 | 5-0 | 3-0  | 8-0 | 6-1  |
| 2    | VGA Saint-Maur | 19  | 9  | 6 | 1 | 2 | 25 | 16 | +9   |  | VGA Saint-Maur             | 2-3 |     | 0-2 | 3-1  | 5-1 | 2-1  |
| 3    | FC Metz        | 14  | 9  | 4 | 2 | 3 | 17 | 16 | +1   |  | FC Metz                    | 0-2 | J10 |     | 4-1  | 5-0 | 1-1  |
| 4    | LOSC Lille     | 12  | 10 | 4 | 0 | 6 | 19 | 24 | -5   |  | LOSC Lille                 | 2-4 | 2-5 | 3-0 |      | 4-1 | 2-0  |
| 5    | Stade de Reims | 6   | 10 | 2 | 0 | 8 | 13 | 45 | -32  |  | Stade de Reims             | 0-9 | 1-2 | 2-3 | 3-1  |     | 4-3  |
| 6    | Arras FCF      | 5   | 10 | 1 | 2 | 7 | 17 | 28 | -11  |  | Arras FCF                  | 1-4 | 2-3 | 2-2 | 1-3  | 5-1 |      |

- Qualifié pour la phase Élite
- Qualifié pour la phase Excellence

| Rang | Équipe                | Pts | J  | G | N | P | Bp | Bc | Diff |  | Résultats (▼ dom., ► ext.) | PSG | EAG | VGA | GdB | ESOF | ASJS |
| ---- | --------------------- | --- | -- | - | - | - | -- | -- | ---- |  | -------------------------- | --- | --- | --- | --- | ---- | ---- |
| 1    | Paris SG              | 27  | 9  | 9 | 0 | 0 | 41 | 7  | +34  |  | Paris SG                   |     | 2-1 | J10 | 3-1 | 7-0  | 2-1  |
| 2    | EA Guingamp           | 21  | 10 | 7 | 0 | 3 | 28 | 11 | +17  |  | EA Guingamp                | 0-3 |     | 0-4 | 2-0 | 5-0  | 3-1  |
| 3    | VGA Saint-Maur        | 16  | 9  | 5 | 1 | 3 | 20 | 13 | +7   |  | VGA Saint-Maur             | 0-5 | 0-4 |     | 2-0 | 5-0  | 4-2  |
| 4    | Girondins de Bordeaux | 13  | 10 | 4 | 1 | 5 | 13 | 20 | -7   |  | Girondins de Bordeaux      | 1-6 | 0-4 | 2-0 |     | 3-1  | 4-1  |
| 5    | ESOF La Roche-sur-Yon | 4   | 10 | 0 | 4 | 6 | 9  | 39 | -30  |  | ESOF La Roche-sur-Yon      | 2-8 | 1-6 | 0-0 | 1-1 |      | 2-2  |
| 6    | ASJ Soyaux-Charente   | 2   | 10 | 0 | 2 | 8 | 10 | 31 | -21  |  | ASJ Soyaux-Charente        | 1-5 | 0-3 | 0-5 | 0-1 | 2-2  |      |

- Qualifié pour la finale de la phase Élite

| Challenge National Féminin U19 2018-2019 - Finale Élite | Paris SG                             | 5 - 1   | Olympique lyonnais | Stade des Senets, Varennes-Vauzelles                                            |                                                                                 |
| Dimanche 26 mai 2019 17:00 CEST                         | Eninger 3e 46e 54e · Becho 40e 45+2e | (3 - 1) | 7e Azzaro          | Spectateurs : 800 Diffuseur : FFF TV (streaming) Arbitrage : Clémence Goncalves | Spectateurs : 800 Diffuseur : FFF TV (streaming) Arbitrage : Clémence Goncalves |
| Dimanche 26 mai 2019 17:00 CEST                         |                                      | Rapport | 41e Kouache        | Spectateurs : 800 Diffuseur : FFF TV (streaming) Arbitrage : Clémence Goncalves | Spectateurs : 800 Diffuseur : FFF TV (streaming) Arbitrage : Clémence Goncalves |

En écrasant les Lyonnaises en finale, les Parisiennes remportent leur 3e championnat après 2016 et 2017.